# Карл Баварский
Карл Баварский (нем. Karl von Bayern) при рождении Карл Мария Луитпольд (нем. Karl Maria Luitpold Prinz von Bayern, 1 апреля 1874, Линдау — 9 мая 1927, Мюнхен) — баварский принц из династии Виттельсбахов, генерал-майор баварской армии.

## Биография
Карл родился 1 апреля 1874 на вилле Амзе в Линдау. Он был вторым сыном и четвёртым ребёнком в семье баварского принца Людвига и его супруги Марии Терезии Австрийской. Мальчик имел старшего брата Рупрехта и сестер Адельгунду и Марию. Впоследствии в семье появилось ещё девять детей.
В 1886 году принцем-регентом и фактическим правителем Баварии стал дед Карла, Луитпольд. В 1913 он умер, королём вскоре провозгласили Людвига.
Карл, как и его старший брат Рупрехт, служил в баварской армии. Имел чин генерала-майора.
Умер в возрасте 53 лет в Мюнхене. Похоронен в Фрауэнкирхе.

## Награды
- Железный крест